# Steve Smith (basketspelare)
Steven Delano "Steve" Smith, född 31 mars 1969 i Michigan, är en amerikansk idrottare som tog OS-guld  i basket 2000 i Sydney. Detta var USA:s tolfte basketguld i olympiska sommarspelen. Idag är Smith pensionerad, men spelade 14 säsonger i NBA.
1994 ingick han i USA:s Dream Team II när de vann guld vid världsmästerskapet, som spelades i Hamilton och Toronto i Ontario i Kanada.